# Gai Ateu Capitó (jurista)
Gai Ateu Capitó (llatí: Gaius Ateius C. f. Capito) va ser un jurista romà expert en dret civil i religiós. Era de família humil: fill del tribú Gai Ateu Capitó, i el seu avi havia estat un centurió a les ordres de Sul·la. Va ser deixeble d'Ofili i rival de Quint Antisti Labeó.
L'any 17 aC va interpretar un oracle contingut en els llibres sibil·lins que justificava l'elecció d'aquella data per la celebració dels Ludi saeculares, presidits per August i per Agripa. L'any 5 va ser cònsol suffectus i del 13 al 22 va ser curator aquarum publicarum, càrrec en què el va succeir a Luci Tari Rufus.
Va escriure diverses obres, de les quals solament es conserven fragments en el Digest: Coniectanea (Miscel·lània), en nou llibres; De pontificio iure (sobre el dret pontifici), en sis llibres; De iure sacrificiorum (sobre el dret dels sacrificis); i un tractat sobre dret augural. La seva obra va ser consultada per juristes, antiquaris i filòlegs de l'època del Baix Imperi.